# アウトリガー
アウトリガー（英語: outrigger）は、舷外浮材（げんがいふざい）とも訳し、安定性を増し転覆を防止するために、舷外（通常、船体の横）に突き出して固定される浮きである。転じて、船舶に限らず、安定性を増すために側部に突き出した装備も意味する。
元は海事用語で、舷外に突き出した装具全般（突き梁、クラッチ受けなど）を意味する。rig は艤装・装備の意味である。

## 艤装

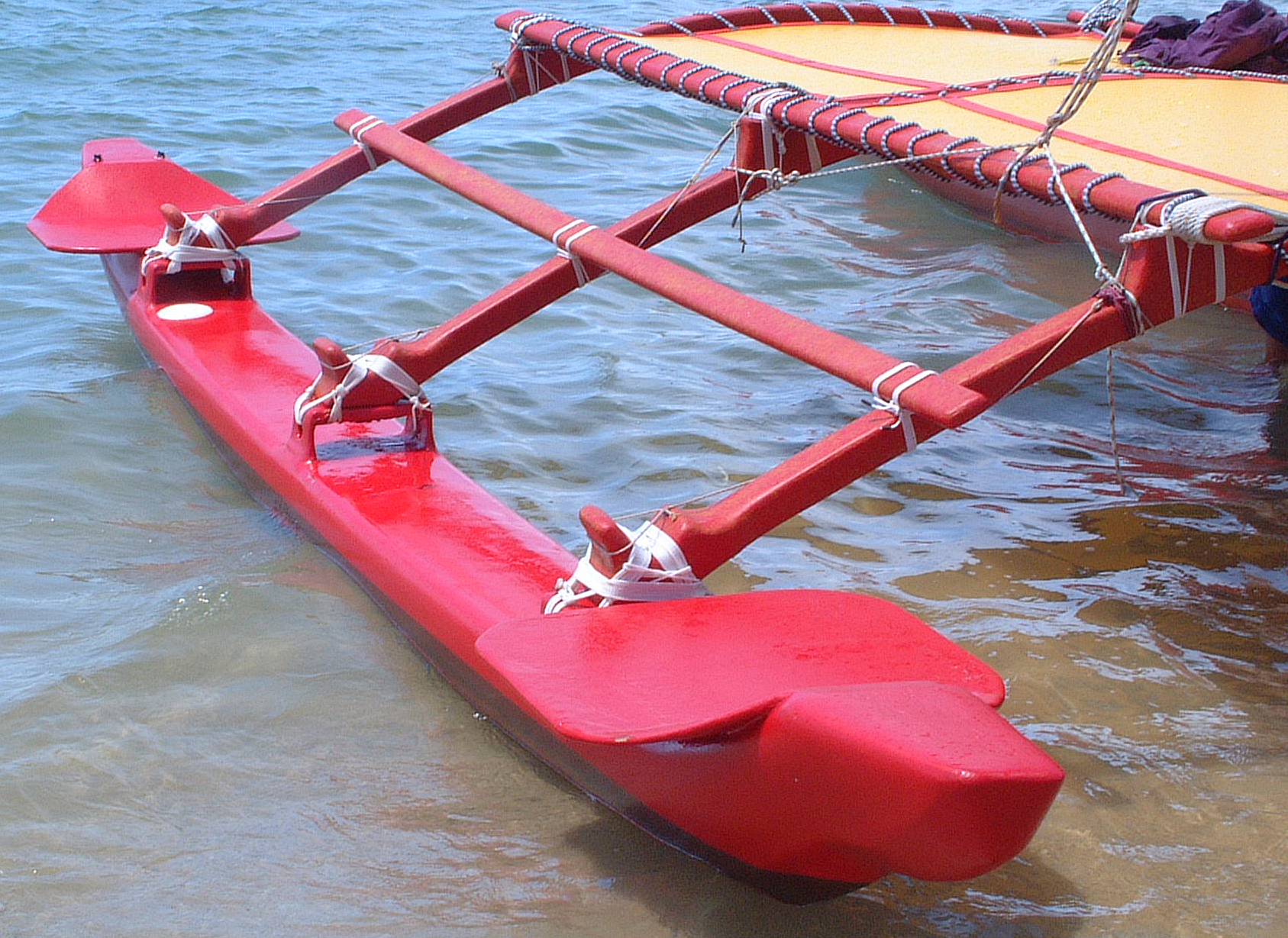
カヌーのアウトリガー

アウトリガーは船の艤装の一種であり、主船体から支柱によって側部（片側または左右）に突き出された細長い小船体である。
アウトリガーカヌーや小型帆船などにおいて、元来不安定である単胴の主船体を安定させるために用いられる。アウトリガーは主船体と平行に舷縁を越えて側部に固定され、船体の転覆の可能性を減じさせる。船体の片方のみにアウトリガーが用いられる場合には、アウトリガーの浮力が装着方向への転覆を防ぎ、アウトリガーの重さが反対方向への転覆を防ぐ。

## 派生した用法

### 建設機械

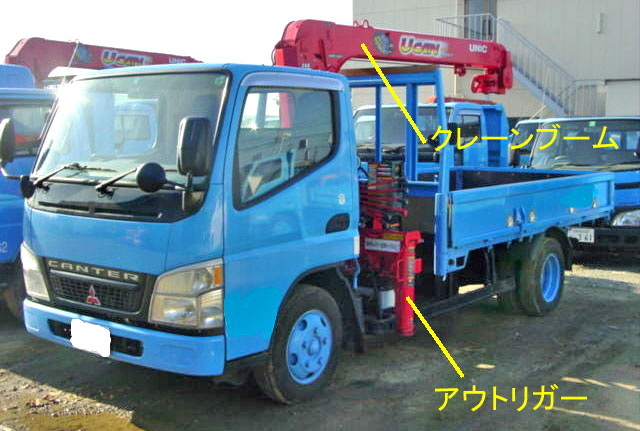
アウトリガー（車体横の赤い部分）

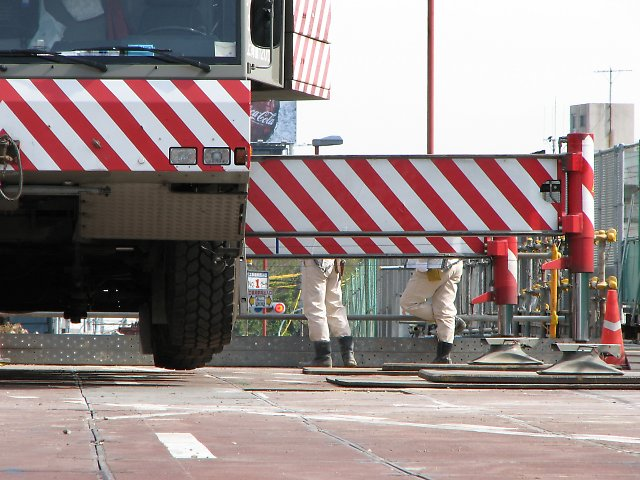
アウトリガーで車体を支持しているので車輪は浮いている

建設機械のアウトリガーとは、クレーン車や高所作業車、コンクリートポンプ車などでブームを伸ばしたり物を吊ったりする際に、車体横に張り出して接地させることで車体を安定させる装置である。
重心位置が大きく移動するこれらの車両で、サスペンションスプリングやタイヤのたわみによる動揺を排除し、実質的な底辺長を増す目的で使用される。真横に張り出すものが多いが、X字になるように展開させるものもある。走行装置が無限軌道である車両でもアウトリガーが装備される場合がある(駐鋤)。
作業時はブームなどの作業装置を伸長する前に、しっかり張り出して車体が水平になるようにアウトリガージャッキを伸長接地させて固定する。横方向への引き出しは手動または油圧などの動力だが、多くの場合、接地させるための上下動作は油圧式ジャッキである。転倒事故防止のため、これらの機械や車両の作業時にはアウトリガーを展開することが日本の法令上で義務づけられている。
軟弱地盤での作業や、アウトリガー反力（荷重）で地盤面を損傷することが予想される場合は、接地面積を増し、面圧を下げ、地盤面の割れ損傷や陥没を防ぐためにアウトリガー下端部（アウトリガーフロート）と地盤面の間に敷板（アウトリガースリッパ）を敷く必要がある。この敷板は小型移動式クレーンや高所作業車では、木板に割れ防止の鉄枠を付したものや合成樹脂製、鉄板にゴムを貼り付けたものなどが標準付属品として搭載されている。大型移動式クレーンでは任意に準備した木製枕木、厚アルミ板、厚鉄板などを組み合わせて用いる例が多い。
現在の高所作業車やアウトリガーを装備した小型移動式クレーン車両では、アウトリガーを展開しジャッキアップしてアウトリガーで車体重量を支持した状態にならないと作業装置操作回路が遮断されて、操作レバーを操作しても作業装置が使用出来ない安全装置（アウトリガインターロック装置）が搭載されている。

### スキー

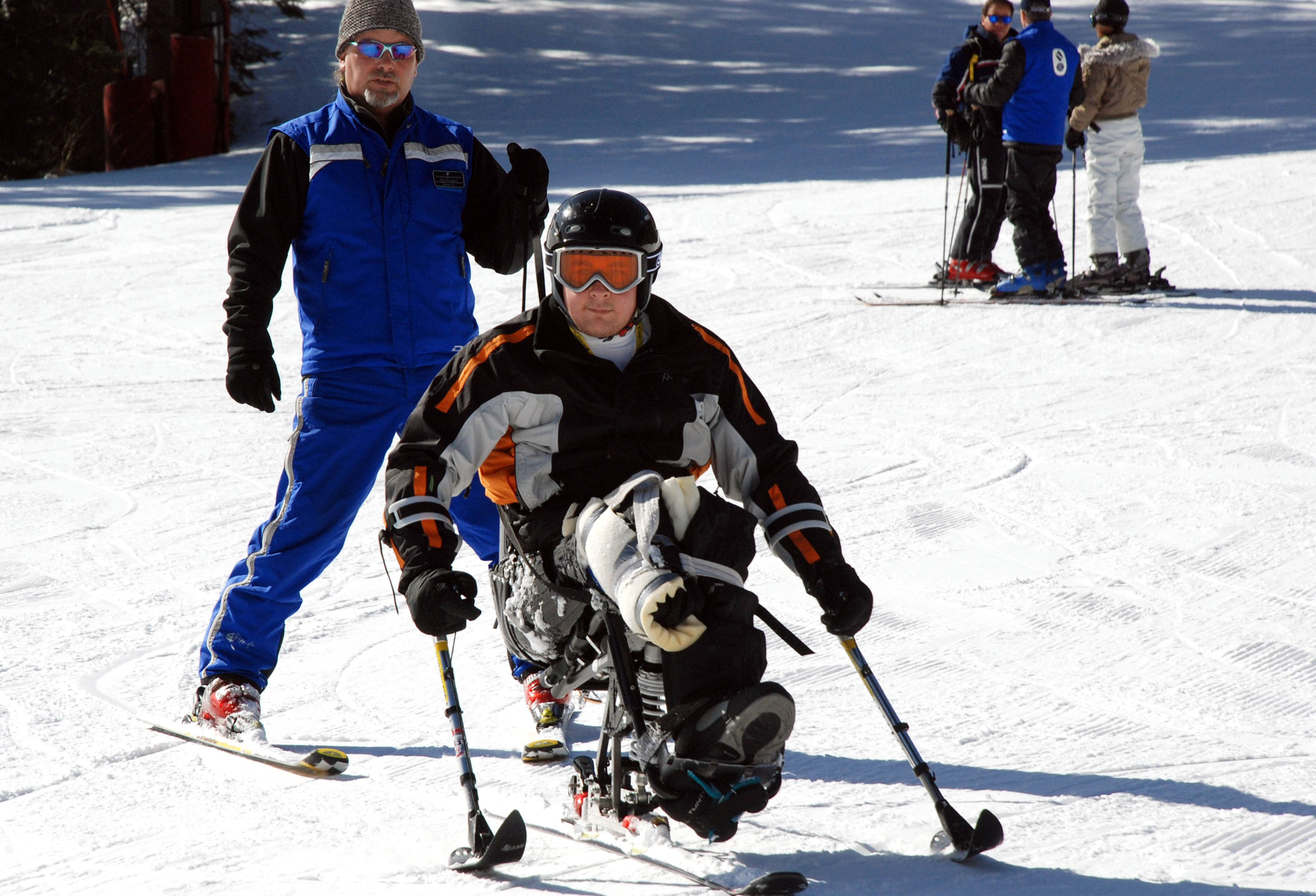
手前の人物が使用しているもの

スキーのアウトリガーとは、障害者スポーツのチェアスキーで用いられる補助具である。
脚の障害が重いクラスでストックの代わりに使用される。先端に小さなスキーがついており、グリップ（にぎり）部分につけられた紐で角度を自在に調節できる。
歩行等の際に杖としての使用も可能なようにできている。